# تيم رايت (مجدف)
تيم رايت (بالإنجليزية: Tim Wright)‏ هو مجدف أسترالي، ولد في 18 فبراير 1973.

## وصلات خارجية
- تيم رايت على موقع الاتحاد الدولي للتجديف (الإنجليزية)